# Mihai Berechet
Mihai Berechet (n. 7 noiembrie 1927, Brăila, România – d. 16 decembrie 1991, Fayence, Provence-Alpes-Côte d'Azur, Franța) a fost un actor, regizor de teatru și memorialist român. 
A fost căsătorit cu actrița Anca Șahighian, fiica regizorului Ion Șahighian și a actriței Ecaterina Nițulescu, și sora actriței Lia Șahighian.
Ca regizor la Teatrul Național din București și Teatrul Nottara, a pus în scenă piese de mare succes și longevitate printre care "O femeie cu bani" de G. B. Shaw, "Micul infern" și "Căruța cu paiațe" de Mircea Ștefănescu, "Comedie de modă veche" de A. Arbuzov ...
A scris două apreciate cărți de memorii, "9 caiete albastre" si "Alte caiete albastre- O viață dedicată teatrului"

## Filmografie (actor)
- Ciulinii Bărăganului (1958) - Boierul
- Serbarile galante (Les fêtes galantes) (1966)
- Golgota (1966) - căpitanul Măeruș
- Calea Victoriei sau cheia visurilor (1966) - judecătorul Giculescu
- Amprenta (1967)
- Răpirea fecioarelor (1968)
- Răzbunarea haiducilor (1968)
- Aventurile lui Tom Sawyer (1968)
- Moartea lui Joe Indianul (1968)
- Ciprian Porumbescu (1973)
- Doi ani de vacantă / Deux ans de vacances (1974)
- Comedie fantastică (1975)
- Insula comorilor (1975)
- Pirații din Pacific (1975)
- Trandafirul galben (1982)
- Comoara (1983)
- Surorile (1984)